# Oligophylloides
Oligophylloides – rodzaj wymarłych koralowców z okresu dewonu zaliczanych do heterokorali oraz koralowców ośmiopromiennych.